# Nymphon adami
Nymphon adami är en havsspindelart som beskrevs av Giltay, L. 1937. Nymphon adami ingår i släktet Nymphon och familjen Nymphonidae. Inga underarter finns listade i Catalogue of Life.